# TT291
La tomba di Nakhtmin e Nu, detta anche TT291 (Theban Tomb 291) è una delle Tombe dei Nobili ubicate nell'area della cosiddetta Necropoli Tebana, sulla sponda occidentale del Nilo dinanzi alla città di Luxor, in Egitto. Destinata a sepolture di nobili e funzionari connessi alle case regnanti, specie del Nuovo Regno, l'area venne sfruttata, come necropoli, fin dall'Antico Regno e, successivamente, sino al periodo Saitico (con la XXVI dinastia) e Tolemaico.

## Titolare
TT291 era la tomba di:
| Titolare      | Titolo                                                               | Necropoli      | Dinastia/Periodo                | Note |
| ------------- | -------------------------------------------------------------------- | -------------- | ------------------------------- | ---- |
| Nakhtmin e Nu | (Nu) Servo nel Grande Luogo; (Nakhtmin) Servo nel Luogo della Verità | Deir el-Medina | tarda XVIII dinastia (Horemheb) |      |

### Biografia
Genitori di Nu furono Pia e Mutnefret; Khatnesut fu sua moglie. I genitori di Nakhtmin furono, invece, Minhotep e Nefertere; Sekhmet fu il nome della moglie.

## Descrizione
L'ingresso a TT291 si apre in un cortile, da cui si accede anche alla TT290. Un breve corridoio, immette in una sala di forma irregolare da cui un altro corridoio adduce a una camera che si sviluppa longitudinalmente. Sulle pareti, appena abbozzate (1 nero in planimetria), scene della processione funeraria con servi che recano cibi e suppellettili, e Nakhtmin che offre libagioni alla mummia nei pressi della piramide tombale. Sulla parete opposta (2) scene, non ultimate, di Nu seguito da parenti in offertorio di essenze su un braciere agli dei Osiride e Hathor; un graffito, in ieratico, di tale Ankhesenamon, figlio di Butehamun. Un breve corridoio (3) reca, sul timpano, una coppia in offertorio a Nakhtmin e sua moglie, a sinistra, e ai genitori, a destra, in presenza del dio Anubi come sciacallo; sulla parete sinistra Nakhtmin adorante e Nakhtmin inginocchiato; sulla parete opposta Nu adorante e Nu, con un figlio, inginocchiati. Sul fondo, in una nicchia, si trovava una stele  di Nakhtmin in cui, su tre registri sovrapposti, è rappresentato il padre in adorazione di Osiride e Anubi e il defunto dinanzi ad Hathor.

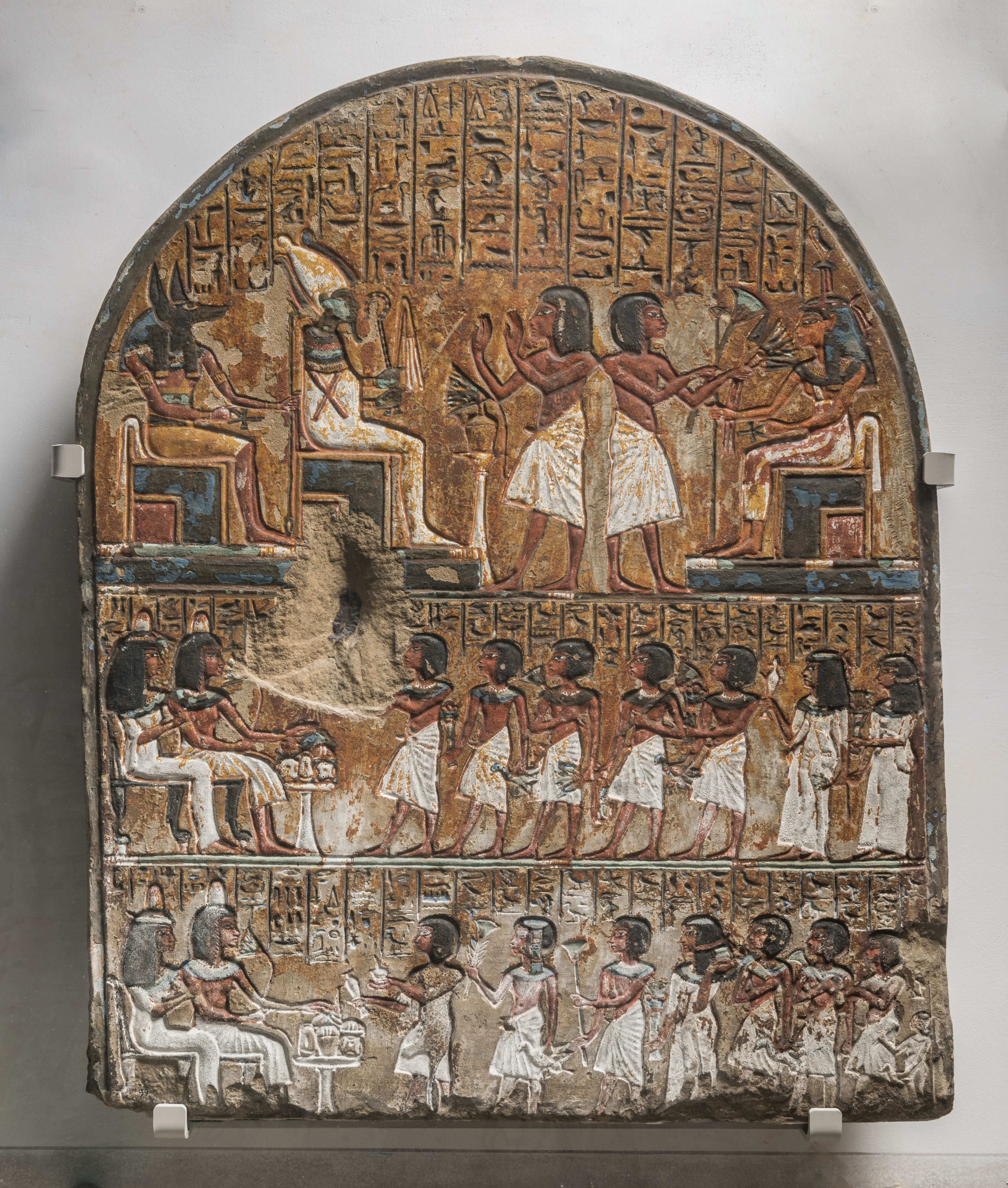
Stele con tre generazioni di artigiani di Deir el-Medina, trovata nella tomba TT291. Museo Egizio, Torino (C 1619)

### Annotazioni
1. ↑  La numerazione dei locali e delle pareti segue quella di Porter e Moss 1927, p. 370. La numerazione della TT291 è riportata in nero.
2. ↑  La prima numerazione delle tombe, dalla numero 1 alla 252, risale al 1913 con l'edizione del "Topographical Catalogue of the Private Tombs of Thebes" di Alan Gardiner e Arthur Weigall. Le tombe erano numerate in ordine di scoperta e non geografico; ugualmente in ordine cronologico di scoperta sono le tombe dalla 253 in poi.
3. ↑  I campi della Duat, ovvero l'aldilà egizio, si trovavano, secondo le credenze, proprio sulla riva occidentale del grande fiume.
4. ↑  Nella sua epoca di utilizzo, l'area era nota come "Quella di fronte al suo Signore" (con riferimento alla riva orientale, dove si trovavano le strutture dei Palazzi di residenza dei re e i templi dei principali dei) o, più semplicemente, "Occidente di Tebe".
5. ↑  le Tombe dei Nobili, benché raggruppate in un'unica area, sono di fatto distribuite su più necropoli distinte.
6. ↑  Le note, sovente di inquadramento topografico della tomba, sono tratte, fino alla TT252, dal "Topographical Catalogue" di Gardiner e Weigall, ed. 1913 e fanno perciò riferimento alla situazione dell'epoca.
7. ↑  Oggi al Museo Egizio di Torino (cat. 1619).

### Fonti
1. ↑  Gardiner e Weigall 1913.
2. ↑  Donadoni 1999,  p. 115.
3. ↑  Porter e Moss 1927, p. 374.
4. 1 2  Porter e Moss 1927,  p. 374.